# 鹿児島県道217号郡元鹿児島港線
鹿児島県道217号郡元鹿児島港線（かごしまけんどう217ごう こおりもとかごしまこうせん）は、鹿児島県鹿児島市を通る一般県道である。

## 概要
鹿児島市東郡元町から同市和田町に至る。
鹿児島県道219号玉取迫鹿児島港線の交通安全教育センター前交差点 - 産業道路南入口交差点間とともに「産業道路」と呼ばれる。

### 路線データ
- 起点：鹿児島県鹿児島市東郡元町（産業道路入口交差点、国道225号交点）
- 終点：鹿児島県鹿児島市和田町（交通安全教育センター前交差点、鹿児島県道219号玉取迫鹿児島港線交点）
- 陸上距離：6.656 km[1]

## 歴史
- 1970年（昭和45年）4月6日 - 認定。

## 路線状況

### 通称
- 産業道路（交通安全教育センター前交差点 - 産業道路南入口交差点）

## 地理

### 通過する自治体
- 鹿児島市

### 交差する道路
| 交差する道路                    | 交差する場所 | 交差する場所                        |
| ------------------------------- | ------------ | ----------------------------------- |
| 国道225号                       | 東郡元町     | 産業道路入口交差点 / 起点           |
| 鹿児島県道219号玉取迫鹿児島港線 | 和田町       | 交通安全教育センター前交差点 / 終点 |

### 沿線
- 鹿児島市立南中学校
- 鹿児島市立南小学校
- ヤマダ電機鹿児島本店
- サンキュー新栄店
- ラウンドワン
- オプシアミスミ
- スクエアモール鹿児島宇宿
- 南港
- ニシムタ
- 鹿児島県交通安全教育センター
- 谷山港

## ギャラリー

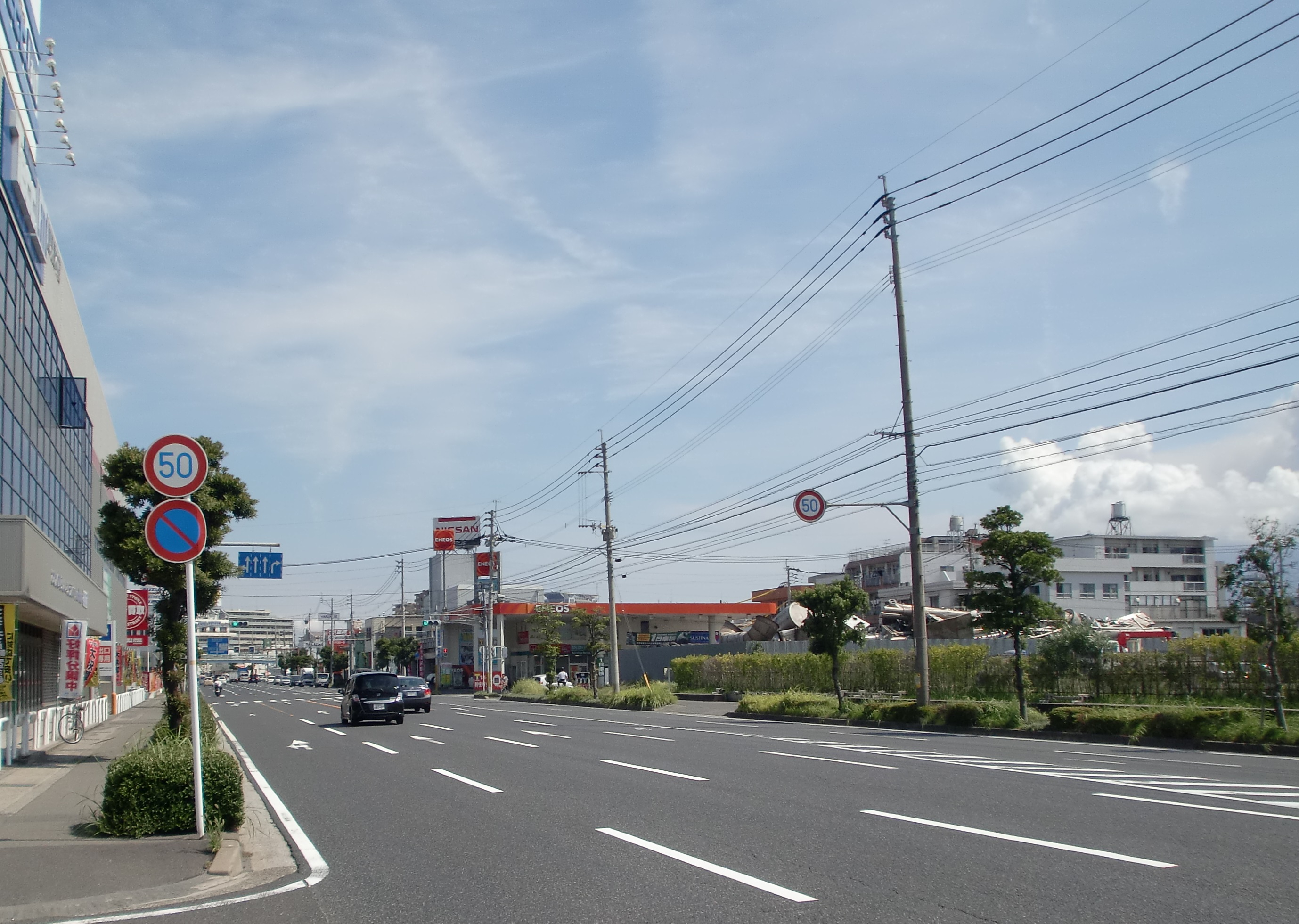
新栄町から郡元方面を望む
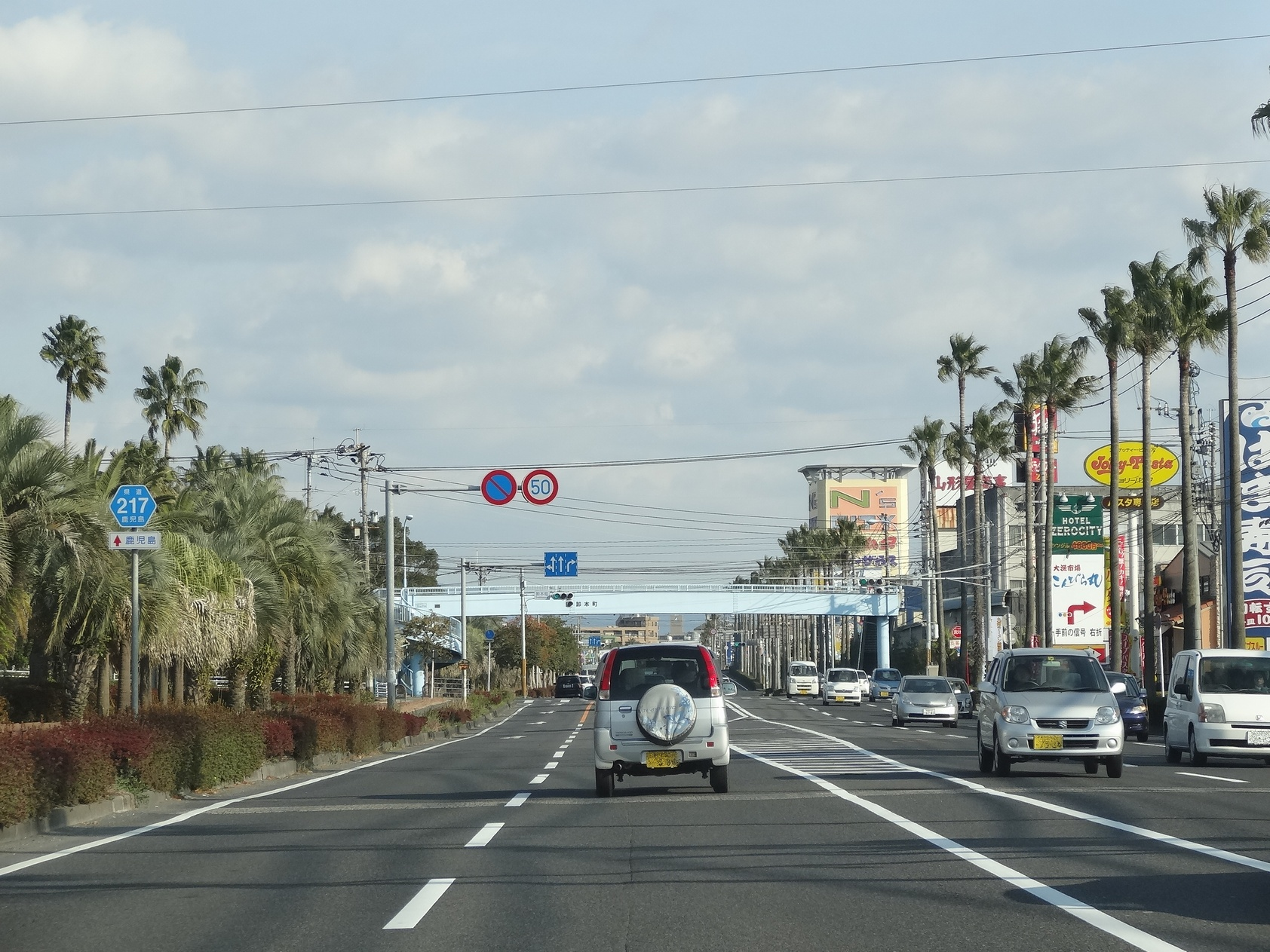
卸本町交差点を指宿側から鹿児島市街方面を望む
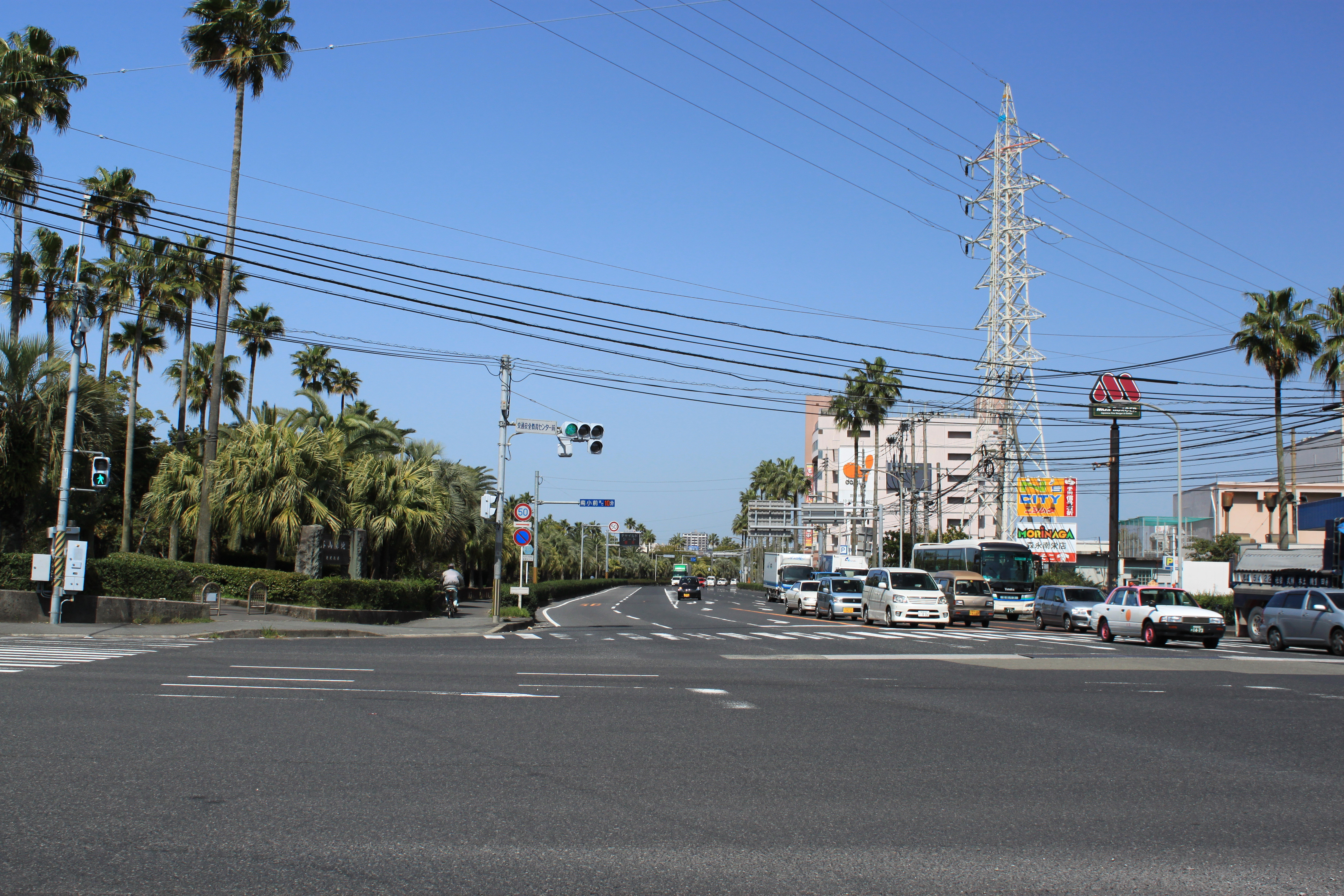
本道の終点である交通安全教育センター前交差点